# Filial Integrada Franco-Española
La Filial Integrada Franco-Española o FIFE es un acuerdo internacional de estudios en Ciencias Políticas entre una universidad española y un instituto de estudios políticos (o IEP) de Francia. En la actualidad existen dos acuerdos de este tipo, el más antiguo de ellos es el existente desde 2002 entre el IEP de Burdeos y la Facultad de Ciencias Políticas de la Universidad de Granada. Posteriormente entró en funcionamiento un acuerdo similar con el mismo nombre entre la Universidad de Salamanca y el IEP de Lille. Recientemente, el acuerdo original de Burdeos ha cambiado Granada por la Universidad Autónoma de Madrid.

## Alumnado
Cada promoción se compone de aproximadamente veinte estudiantes de ambos establecimientos. En el caso francés, los alumnos son escogidos mediante un examen oral para alumnos que hayan conseguido aprobar los exámenes de admisión del IEP en cuestión. En el caso español, la selección se hace de entre todos los alumnos interesados del primer año de la carrera de Ciencias Políticas y esta se lleva a cabo función del expediente, el nivel de francés y la motivación observada en una entrevista. En el caso salmantino, los alumnos entran en la filial tras hacer el primer ciclo de estudios.

## Plan de estudios
Los años de estudio dentro de la filial se realizan alternando las instituciones educativas francesas y españolas, lo que exige a los estudiantes una constante movilidad y gran capacidad de adaptación. La formación es igual dentro de la filial para todos los alumnos sin importar su origen y de acuerdo con la institución que los recibe en un determinado año. Cuando la formación termina, los alumnos reciben tres diplomas, por ejemplo en el caso de la filial Granada-Burdeos, el egresado recibe el diploma del IEP de Burdeos, más la licenciatura de Ciencias Políticas y más un máster del IEP de Burdeos.